# عضلة مربعة فخذية
العَضَلَةُ المُرَبَّعَةُ الفَخِذِيَّة  (باللاتينية: Musculus quadratus femoris) هي عضلة من عَضلات الطَرف السُفلي لِجسم الإنسان .

## المَنشأ
تَنشأ العَضلة من الحَدّ الجانبي من الحَدبة الإِسْكِيَّة  (Ischial Tuberosity) .

## المَغرس
تَنغرس هذ العَضلة في الحَدبة المُربعة  المَوجودة في العُرف بين المِدورين لعظم الفَخذ.

## العَصب
يَتصل بِها عَصب خاص مُوجه للعضلة المُربعة الفَخذية يَخرج من (L4,5) و (S1) للضفيرة العَجزية .

## الحَركة
تَعمل بِشكل أَساسي على دَوران عَظمة الفَخذ (مِفصل الورك) للخارج (Lateral Rotation).

## معرض صور

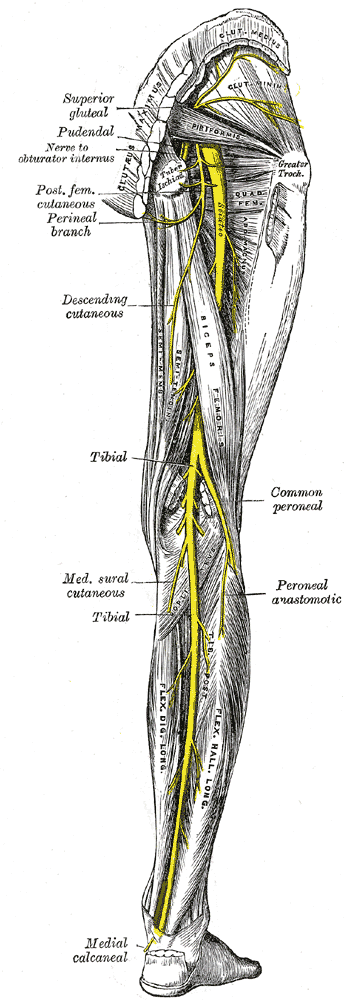
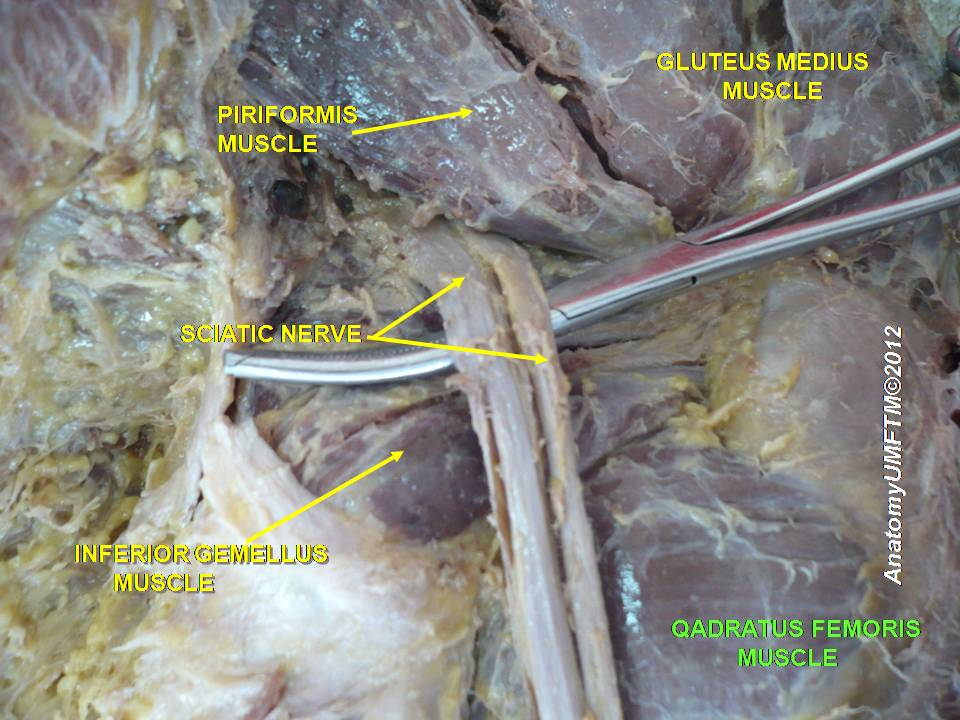
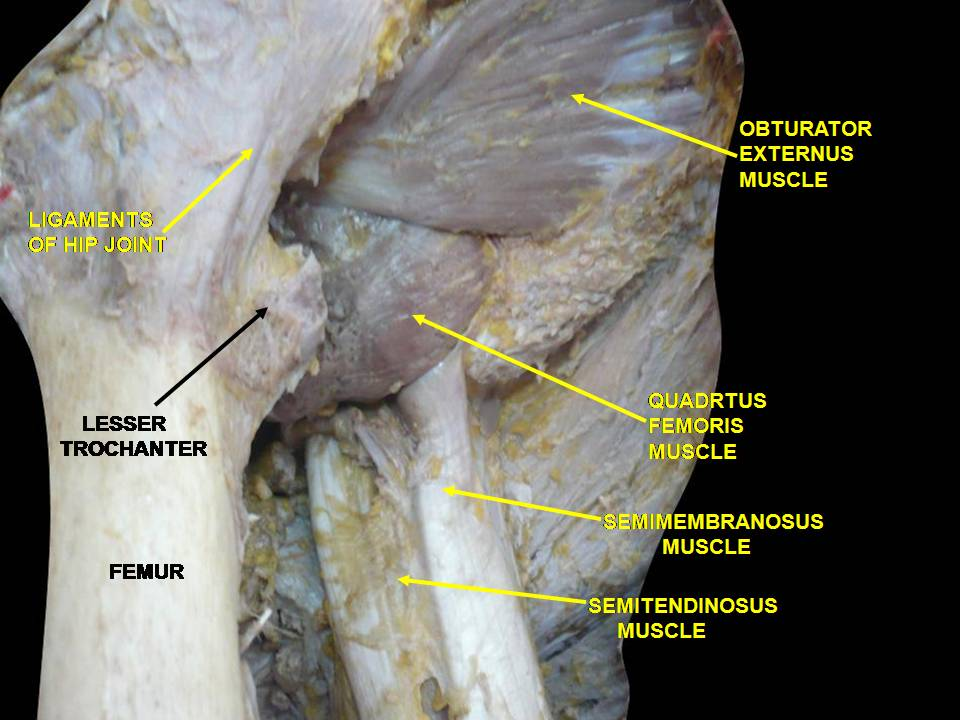
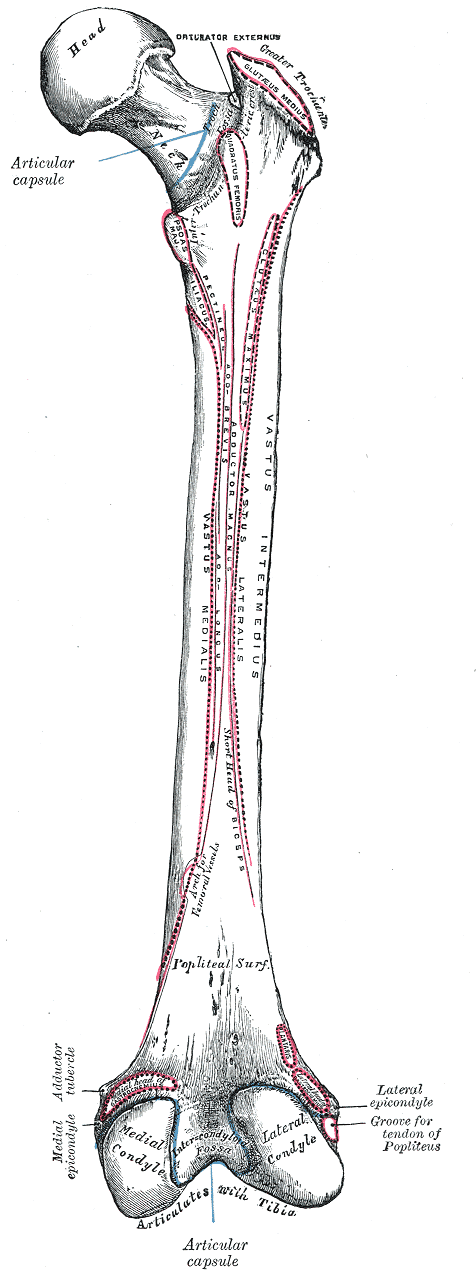
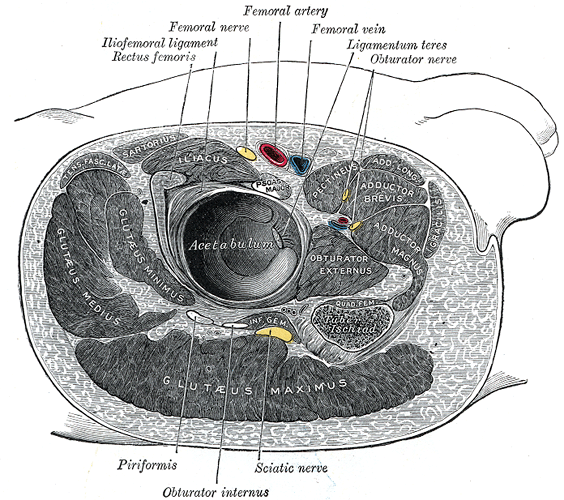

## المَراجع
1. Lower Limb Anatomy Part IIB , Alexandria University Faculty of Medicine ,1st year, page.33